# Mister Lee’s Mysterious Washing Machine
Mister Lee’s Mysterious Washing Machine (soms geschreven als Mr. Lee's mysterious washing machine) was een radioprogramma van de VPRO gepresenteerd door Jaap Boots en geregisseerd door Fred Hermsen. 
Het programma werd vanaf september 1997 op radio 3 op zondagavond uitgezonden tussen 19:00 en 20:00 uur. Dit uur was door de concurrentie met Studio Sport bij andere omroepen niet erg geliefd reden waarom dit uur kon worden toegewezen aan de VPRO.  
Het programma werd gepresenteerd door Mister Lee (alter ego van Jaap Boots). Mister Lee was een slecht Engelssprekende Chinees en eigenaar van een wasserette. Vanuit die fictieve wasserette, met op de achtergrond geluiden van gierende wasmachines, centrifuges en drogers, presenteerde hij vanuit de Amstelstudio in Amsterdam het programma. Kenmerkend voor zijn stijl was het Chinees-Engelse nepaccent, zijn hoge schreeuwerige piepstem en het feit dat hij de "r" niet kon uitspreken. Ook schoffeerde hij zijn telefonische gasten en liet dingen kapotvallen en om de zoveel tijd schreeuwde hij "Orgaaaaasm"!!!!.  Maar ook hield hij soms een "relaxing meditation", die uiteraard bruut werd verstoord door het volgende knalharde punkrocknummer. Luidkeels kondigde hij de muziek aan die gedraaid werd, voornamelijk ska, punk en garagerock. Ook waren er interviews met leden van opkomende bands, hierbij werden Nederlandse bands door Mister Lee in het Engels aangesproken maar spraken terug in het Nederlands. Regisseur Hermsen hield strak de hand aan het draaiboek, zodat de chaos altijd gecontroleerd bleef.
Tot de laatste aflevering was niet bekend wie de rol van Mister Lee speelde. Er ging het gerucht dat het Hans Teeuwen zou zijn. In de laatste aflevering met publiek ziet het slechts een schim achter het studioraam, een man met een wok op zijn hoofd achter een doorschijnend doek, maar aan het eind van het programma werd de ware vertolker van Mister Lee onthuld.
Het programma verdween in september 1998 van de radio, ondanks de relatief hoge luistercijfers, omdat de muziekkeuze van de VPRO niet meer in het format van Radio 3 zou passen volgens zendercoördinator Paul van der Lugt.
Op 14 januari 2004 was Mister Lee’s Mysterious Washing Machine eenmalig terug op 3FM, als vervanging van 3voor12DB